# Sosa (singolo)
Sosa è un singolo del rapper italiano Lele Blade, pubblicato il 12 ottobre 2018 come secondo estratto dal primo album in studio Ninja Gaiden. Il brano vanta la collaborazione del rapper Geolier.

## Video musicale
Il videoclip ufficiale è stato pubblicato il 19 ottobre 2018 sul canale YouTube di Lele Blade.

## Tracce
Testi e musiche di Alessandro Arena, Emanuele Palumbo e Antonio Lago.
1. Sosa – 3:03